# Georg von Hertling
El conde Georg von Hertling —nombre completo en alemán: Georg Friedrich Graf von Hertling— (Darmstadt, Hesse-Darmstadt; 31 de agosto de 1843-Ruhpolding, Baviera; 4 de enero de 1919) fue un político que sirvió como ministro presidente de Baviera (desde el 9 de febrero de 1912 hasta el 3 de octubre de 1917) y de Prusia (del 1 de noviembre de 1917 al 3 de octubre de 1918) y como canciller del Imperio alemán (también del 1 de noviembre de 1917 al 3 de octubre de 1918). De bastante edad cuando asumió este cargo, fue incapaz de arrebatar el poder político al alto mando militar, encabezado por Paul von Hindenburg y Erich Ludendorff, a pesar de haber sido un diputado al Reichstag y dirigente del Partido de Centro.

## Biografía
Fue catedrático de Filosofía en la Universidad de Múnich. Fue miembro asociado de la Academia de Ciencias de Baviera desde 1896 y académico de pleno derecho desde 1899. Publicó libros tales como Materie und Form und die Definition der Seele bei Aristoteles (1871) y Albertus Magnus (1880). Desde 1875 a 1890 y nuevamente desde 1896 a 1912 fue miembro del Reichstag alemán y desde 1909 a 1912 lideró la fracción del Partido de Centro en el Reichstag. En 1891 el príncipe regente de Baviera lo designó miembro vitalicio de la cámara alta del parlamento bávaro (Landtag).    
Como miembro del partido más grande del Landtag, en 1912 Hertling fue nombrado ministro-presidente bávaro y ministro de Relaciones Exteriores por el príncipe Luitpoldo de Baviera. Fue el primer ministro-presidente que se haya designado que gobernó con mayoría absoluta del parlamento. El rey Luis III de Baviera lo elevó posteriormente al rango de conde. Después del estallido de la Primera Guerra Mundial, Hertling colaboró con la política del Canciller Theobald von Bethmann-Hollweg,[cita requerida] pero rehusó ser su sucesor en 1917. Sin embargo, después de la caída de Georg Michaelis el 31 octubre de ese mismo año, él aceptó (el 1 de noviembre) ser designado como canciller alemán y ministro-presidente de Prusia. Hertling fue el primer político en ostentar tal cargo; sus predecesores habían sido sólo servidores públicos o militares.
Hertling fue un acérrimo partidario de la derecha, que creía en la total victoria de Alemania. Debido a su edad y a su conservadurismo, no tuvo la capacidad de vencer la influencia que ejercía el militarismo del Alto Mando liderado por Paul von Hindenburg y Erich Ludendorff. Como Michaelis antes de él, era visto cada vez más como una marioneta de Hindenburg y Ludendorff, quiénes constituían virtualmente una dictadura militar en el último año de la guerra. Hertling dirigió en esta última etapa del colapso del ámbito interno de Alemania. Cuando se hizo evidente que era incapaz de manejar la crisis, se le forzó a renunciar dejando el paso al príncipe Maximiliano de Baden. 
Hertling fundó la importante fraternidad Católica-Alemana de Askania-Burgundia y fue miembro del K. St.V. Arminia en Bonn. Su bisnieta es la actriz Gila von Weitershausen.